# Sonate nr. 2 voor viool en piano (Roussel)
Albert Roussel voltooide zijn Sonate nr. 2 voor viool en piano in 1924. Na het speelse Joueurs de flûte is dit serieuze indringende muziek, vooral in deel 1 dat in sonatevorm geschreven is. De delen worden steeds vrolijker naar het eind toe.
Het werk kent drie delen:
1. Allegro con moto
2. Andante
3. Presto

De eerste uitvoering van deze derde sonate (Roussel schreef een ongenummerde in 1902) vond plaats in Salle Gaveau op 15 oktober 1925, André Asselin (viool) en Lucie Cafferet (piano) voerden uit.
Het werk staat zowel te boek als Sonate nr. 2 voor viool en piano als Sonate nr. 2 voor piano en viool. Roussel gaf daarmee aan dat geen van de partijen belangrijker was dan de andere.